# The Banner Saga
The Banner Saga — тактическая ролевая игра, разработанная американской студией Stoic Studio и выпущенная компанией Versus Evil для Microsoft Windows, Linux, macOS, Android и iOS в 2014 году. В последующие годы игра была портирована на консоли PlayStation 4, Xbox One и Nintendo Switch. Действие The Banner Saga происходит в вымышленном мире, основанном на скандинавской мифологии. В соответствии с сюжетом игры, люди и рогатые великаны-варлы объединяются против угрозы со стороны враждебного народа драгов. В основном однопользовательском режиме игрок поочередно управляет двумя караванами, которые пытаются пересечь охваченный вторжением драгов континент. Многопользовательская составляющая The Banner Saga была также выпущена в виде отдельной игры под названием The Banner Saga: Factions в 2013 году, до выхода основной игры.
The Banner Saga сочетает в себе пошаговые сражения и интерактивную историю, меняющуюся в зависимости от сделанных игроком решений. Компания Stoic Studio была создана группой выходцев из BioWare специально для разработки этой игры; средства на разработку были собраны с помощью краудфандинга через сайт Kickstarter. Игра совмещает в себе статичные иллюстрации в стиле, намеренно подражающем работам Эйвинда Эрла, и ротоскопированную двухмерную анимацию в духе мультфильмов Ральфа Бакши и Дона Блута. Музыкальное сопровождение к игре написал Остин Уинтори.
Игра получила очень высокие отзывы игровой прессы, высоко оценившей дизайн игры, сражения и сценарий. В последующие годы Stoic Studio выпустила ещё две игры-продолжения — The Banner Saga 2 (2016) и The Banner Saga 3 (2018), образующие вместе с The Banner Saga единую историю о приключениях тех же самых персонажей. По мотивам игровой серии было выпущено несколько побочных продуктов, в том числе настольная игра The Banner Saga: Warbands, написанная писателем Джеймсом Фейдли повесть «Дар Хадрборга».

## Игровой процесс

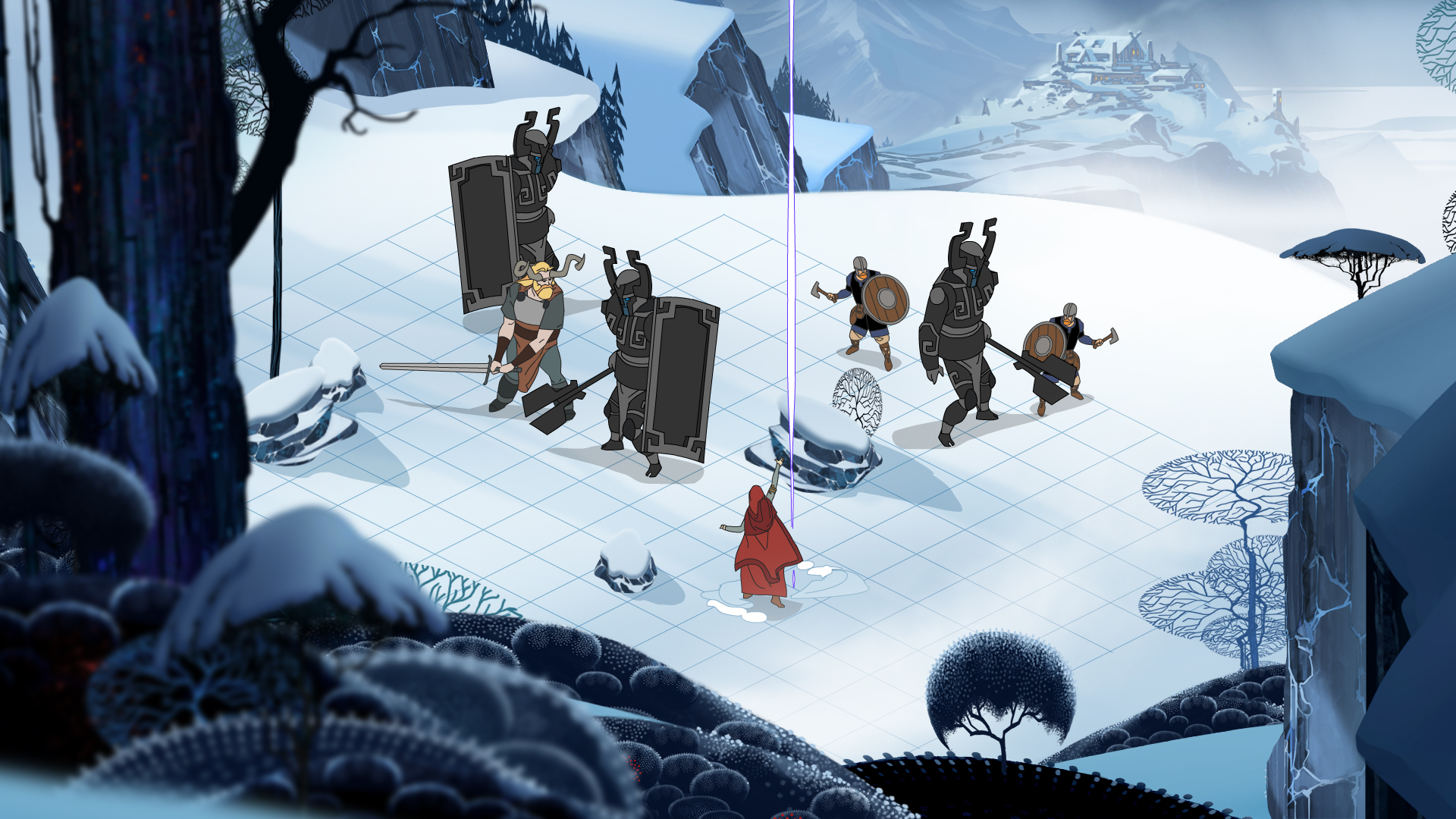
Экран боя

По игровой механике игра в целом напоминает такие игры, как Final Fantasy Tactics и Shining Force. Игрок управляет отрядом воинов под предводительством героя. В однопользовательской игре у героя есть сюжетное задание, для выполнения которого обычно требуется добраться до некоторой точки игрового мира. По пути к намеченной цели могут происходить разного рода события, и некоторые из них потребуют от игрока принятия решений, влияющих на дальнейшие события.
Основными ресурсами при перемещении между точками являются воля и пища. Путешествие между точками постепенно уменьшает волю и провизию отряда. Волю можно восстановить за счет остановок, однако следует помнить, что на стоянки также затрачивается пища. После того как заканчиваются запасы пищи, караван начинает постепенно вымирать от голода. Игрок может заходить в города, попадающиеся на пути, где может приобретать предметы и восполнять запасы провизии за очки славы, а также выполнять побочные задания за вознаграждение.
При нападении врагов на отряд открывается экран боя, на котором расставлены бойцы игрока и нападающей стороны. Игрок и противник ходят по очереди, переставляя своих бойцов с клетки на клетку и отдавая им приказы атаковать вражеских бойцов или выполнять иные действия. Даже при поражении в битве игра не останавливается, однако воля вашего отряда начинает снижаться, а бойцы становятся слабее на несколько ходов, пока не вылечатся.

## Сюжет

### Предыстория
Видимая часть игрового мира The Banner Saga представлена одним континентом, на котором обитают четыре расы, созданные разными богами:
- Люди — творение богини Матери-Ткачихи.
- Варлы — творение бога Хадрборга, который соединил воедино творение Матери-Ткачихи и животное. Внешне похожи на людей, но намного крупнее их и имеют на голове по два рога.
- Драги — неопознанная раса; существа, заточенные в доспехи. Раса Драгов была создана богом, позавидовавшим другим богам и соткавшим нечто неестественное и странное. Драги сеют смуту и хаос в этом мире.
- Кентавры — полулюди-полулошади. Появляются в The Banner Saga 2.

Когда-то между людьми и варлами была вражда, но с появлением драгов они были вынуждены объединить силы, чтобы не исчезнуть совсем. На момент начала игры в мире царит вечная зима; боги покинули все расы, а солнце остановилось, казалось бы, навсегда.
В игре несколько главных героев, каждый из которых рассказывает свою историю, позволяя тем самым посмотреть на всё с разных точек зрения:
- Убин — старый варл, прибывший в портовый городок Стрэнд за данью, и неожиданно для себя ввязавшийся в сопровождение принца Лудина (сына короля людей) в столицу варлов — Грофхайм.
- Рук — охотник из восточной части континента, чью деревню, Скогр, неожиданно атаковали драги. В связи с этим Рук был вынужден объединить остатки людей и отправиться в западные земли.
- Хакон — варл, возглавивший караван принца Лудина после трагической смерти принца варлов — Вогнира.

### Основная линия

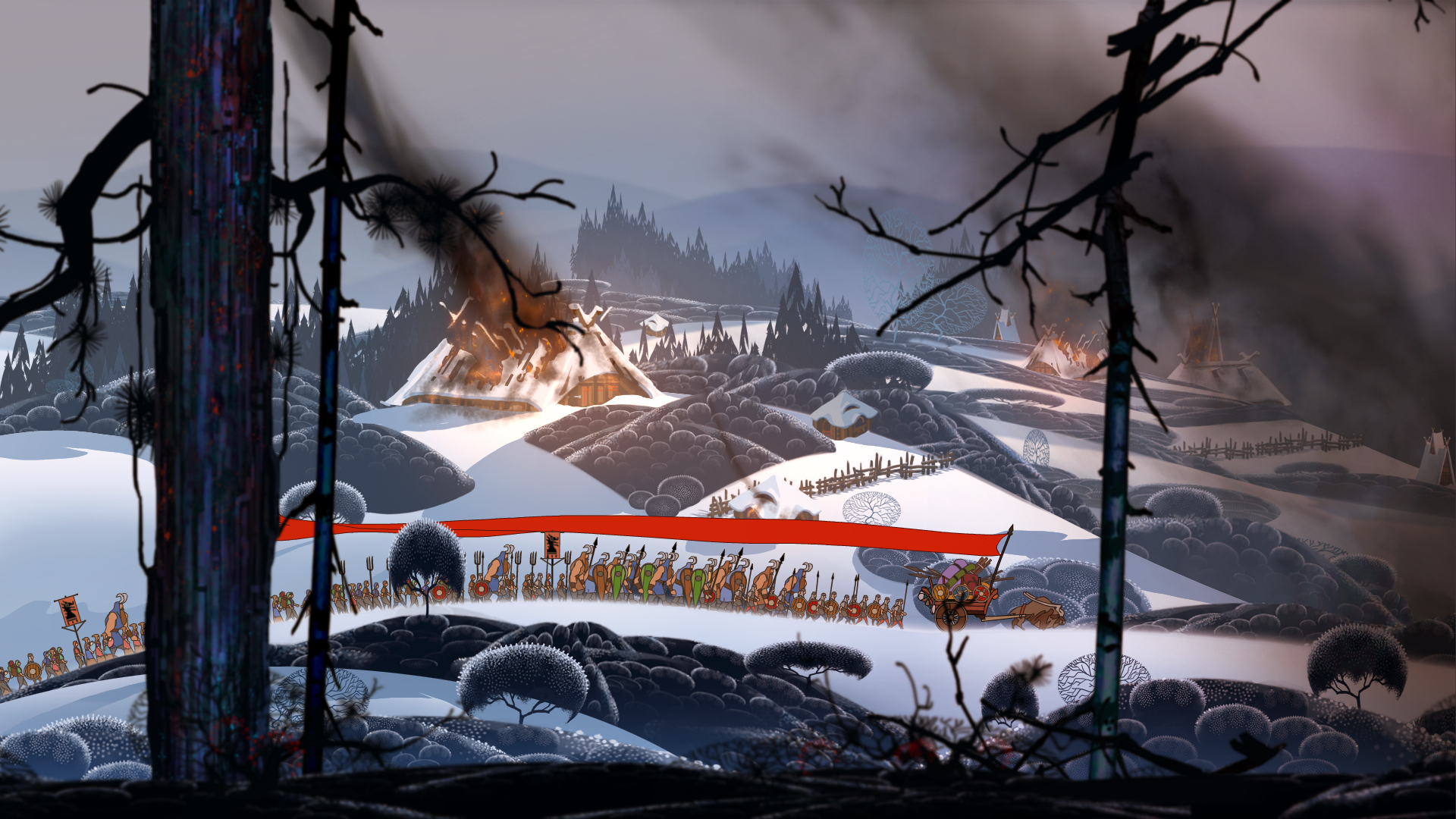
Экран приключения: отряд игрока символически перемещается из одной точки игрового мира в другую точку.

История начинается с повествования варла Убина (летописца и сборщика подати), прибывшего в портовый город Стрэнд вместе со своим охранником Гуннульфом с целью сбора ежегодной дани. По прибытии они узнают, что власть в городе хотят захватить бандиты, и спешат в ратушу, где убивают их главаря с парой его головорезов. С помощью управляющего Эйрика и воина Вальгарда, Убин и Гуннульф выясняют местонахождение остальных бандитов и разбираются с ними. В тот же день в Стрэнд из столицы королевства людей Арберранг прибывает отряд кендра (принца) варлов Вогнира, который сопровождает принца людей Лудина, направляющегося с ответным дружеским визитом в столицу королевства варлов Грофхайм. Так как Убину с ними по пути, он предлагает Вогниру сформировать караван и тот соглашается.
В первой же деревни Ведрфелл караван решает сделать остановку, однако там на него нападают драги. В битве с ними при невыясненных до конца обстоятельствах погибает Вогнир и едва не гибнет принц Лудин, после чего командование отрядом берёт на себя ближайший соратник и друг Вогнира варл Хакон, и с этого момента дальнейшее повествование о пути этого каравана идёт от его лица.
В это же время на восточных окраинах мира, в лесах недалеко от деревни Скогр, лучник Рук со своей дочерью Алеттой охотятся, запасая провизию. Неожиданно в лесу они натыкаются на крупного драга и вступают с ним в бой. По возвращении в деревню они обнаруживают, что драги окружают её со всех сторон. Вместе со старым другом Рука, варлом Ивером (Айвером), они какое-то время сдерживают нападающих, но понимают, что силы слишком неравны. Вождь племени предлагает собрать остатки людей и уходить во Фростфельр, где есть стены. Прорвавшись с боем из Скогра, выжившие отступают к Фростфельру, однако во время прорыва вождь погибает и руководство караваном (под давлением Айвера и жены вождя Оддлейф, наставницы Алетты) берёт на себя Рук.
Тем временем, караван Хакона встречает направленный из Грофхайма ему в поддержку отряд под командованием варла Фасольта. Тот говорит, что драги прорвали границу в районе башни Риджхорн и начали полномасштабное вторжение на континент. Они объединяют силы и выступают в поход. Отразив атаки драгов и добравшись до укрепления, Хакон находит его разрушенным и видит наступление огромного войска драгов. Люди и варлы, чтобы избежать окружения, отступают в направлении Грофхайма, взяв с собой найденного среди руин полуживого ткача Эйвинда. Добравшись до Грофхайма, Хакон и его отряд обнаруживает город в огне, а вокруг него — несчётное количество драгов.
Отряд Рука доходит до Фроствельра, где встречает беженцев со всей округи и подходящие отряды драгов, и после некоторой передышки решает выдвинуться дальше на запад в сторону Грофхайма, надеясь найти защиту у варлов. Через некоторое время караван проходит через город Змееклык, где к нему присоединяется опытный полководец варлов Крумр, и здесь же впервые произносится настоящее имя Айвера — Ингвар — и выясняется, что во время прошлой войны с драгами он был одним из героев варлов. Вскоре после выхода из Змееклыка караван Рука видит отряд варлов, отбивающийся от большого количества драгов, и решает им помочь. Командиром этого отряда оказывается Фасольт (направленный в Змееклык на соединение с Крумром), который говорит о наступлении конца света и общем сборе в своей старой столице Эйнартофт, где варлы намерены замедлить продвижение захватчиков. Договорить Фасольт не успевает, так как внезапно доносится шум раскалывающихся гор и начинается землетрясение. Варл приказывает Руку и его людям бежать, по пути не останавливаясь. У божьего камня Хадрборга, что по пути к месту сбора, они встречаются снова и Фасольт, настроенный враждебно к людям, запрещает Руку и его каравану вступать в Эйнартофт. Однако его варлы видят Ингвара и их ропот, а также заступничество Крумра, заставляют Фасольта отступить. К камню приближается гигантская тень неизвестного существа, за которой идёт огромное войско драгов во главе с гигантом в красных доспехах, что заставляет варлов и людей немедленно продолжить путь.
В Эйнартофте Рук получает аудиенцию у короля варлов Йорундра. Там же он узнаёт, что Ингвар — это настоящее имя Айвера, который в своё время мог бы стать королём, так как победил когда-то в сражении сундра — особенно крупного и могучего драга. Йорундр говорит, что стоит встретить врага в Эйнартофте, а для предотвращения полного истребления варлов велит Хакону (отряд которого тоже прибыл в Эйнартофт) забрать две сотни лучших воинов и идти в Арберранг. Аудиенцию прерывает известие о подходе к мосту Эйнартофта (являющемуся памятником архитектуры варлов) армии драгов, из которой на мост выходит Певец камня — высокое худое существо, имеющее магические способности. Против него выступает Эйвинд, спасённый Хаконом в Риджхорне; на мосту начинается сражение между варлами и драгами, идущее с переменным успехом.
Эйвинду удается одолеть Певца камня, однако затем драги расступаются и на мосту появляется тот самый гигант в красных доспехах — сундр Громобой. Айвер выходит на бой с ним, веля Руку вместе с Эйвиндом покинуть мост. Завязывается неравный поединок, в результате которого Айвер падает с отрубленной рукой, однако внезапно появляется огромный змей, вызывающий ужас у обеих сторон (включая Громобоя). Существо осматривает армии, после чего исчезает. Пользуясь замешательством драгов, Хакон командует наступление и оттесняет их с моста, а Рук с Эйвиндом вытаскивают Айвера. Ткачу удается вылечить варла, однако он тратит все свои силы и на несколько дней теряет сознание. Во сне Эйвинд видит свою наставницу Юнону, которая просит его прибыть в Сигрхольм.
Громобой с частью своей армии пошёл в обход Эйнартофта по Летнему пути, в то время как остальные драги не оставляли попыток захватить город. Эйвинд предлагает взорвать мост, чтобы замедлить штурм, но Йорундр категорически против, так как хочет сохранить ценный памятник в память о народе варлов. Многочисленные битвы изматывают защитников и они несут крупные потери (в том числе погибает командующий обороной Фасольт), и спустя 3 дня боёв за мост оправившийся Айвер врывается к Йорундру и в ультимативной форме требует разрушить его. Король соглашается, но после этого разрывает союз королевств и требует от Айвера убраться из города вместе со всеми людьми. После уничтожения моста армия драгов остаётся на другой стороне. Рук собирает свой отряд и выдвигается в сторону южных земель, под давлением Эйвинда согласившись остановиться в Сигрхольме. Через несколько дней после отхода из Эйнартофта караван догоняет Убин и предупреждает, что за ними следует Громобой.
Добравшись до Сигрхольма, караван Рука обнаруживает крупные разрушения и погружающиеся под воду полузатопленные руины. Эйвинд настаивает, что нужно немного подождать, но, не дождавшись в итоге Юнону, караван выходит из города и движется дальше, в наиболее крупный город юга Берсгард.
Там их встречает предводитель Воронов (отряда наёмников) Больверк, которого нанял местный наместник не столько для обороны, сколько для поддержания своей власти и какого-никакого порядка. Он просит пройти целителя Эйвинда вместе с ним и предупреждает Рука, что в случае нарушения местных законов разговор будет коротким. Осматривая местный порт, Рук узнаёт, что после землетрясений и известий о вторжении драгов из города бежала значительная часть населения, а оставшиеся могут взбунтоваться в любой момент, если бы не наличие Воронов Больверка (которые жестоко подавляют любое недовольство и пытаются из брошенных домов построить корабли, чтобы вывезти из города наместника и остальных жителей). Армия Громобоя приближается, и Рук отдаёт приказ готовиться к обороне, надеясь продержаться до конца строительства флота.

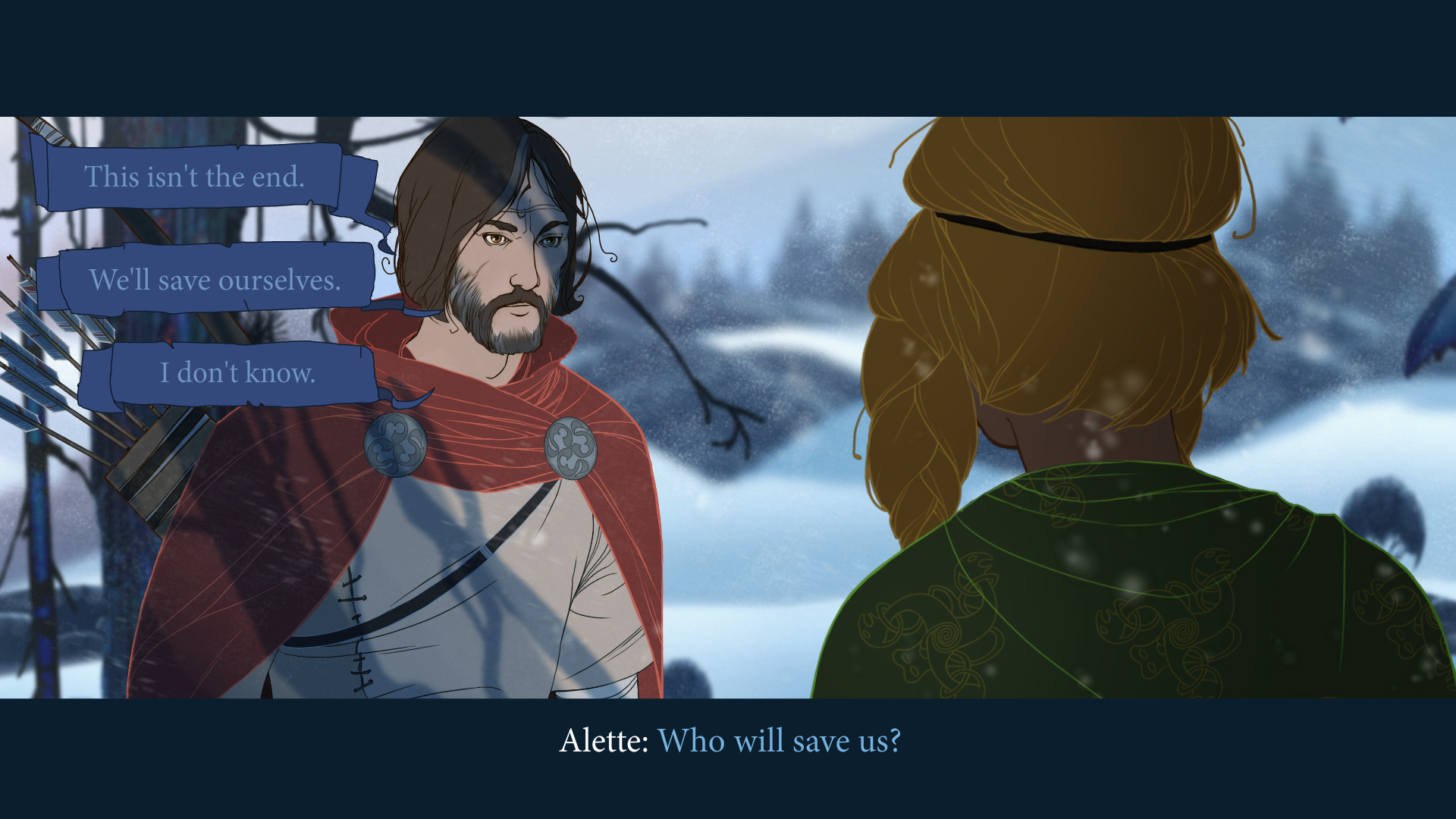
Диалог между Руком и Алеттой — ключевыми персонажами саги

Изо дня в день драгов становится больше (на третий день штурма подходят Певцы камня, а спустя сутки — сам Громобой) и защитники города начинают терять надежду, но спустя 5 дней за воротами слышится горн — это подошёл Хакон со своим отрядом. Рук собирает остатки сил и выходит за ворота ему на помощь. Вместе им удаётся прорвать осаду, кроме того, вместе с караваном Хакона прибыла Юнона. Она говорит, что не смогла прийти в Сигрхольм из-за возникших неприятностей, а Хакон добавляет, что драги теперь повсюду.
Юнона просит Рука выйти за стены вместе с ней. Они видят большое количество драгов, но те, скованные магией Юноны, не нападают на них, позволяя подойти к божьему камню Стравхса. Юнона говорит Руку, что она валка — ткач, способная управлять умами людей, и просит его помочь победить Громобоя. Для этого нужно извлечь кусок серебра из камня и отлить из него наконечник для стрелы. Однако, так как Громобой бессмертен, даже эта стрела не будет способна его убить: Юнона хочет с помощью своей силы заставить Громобоя думать, что он умирает, когда он будет пронзен этой стрелой. Согласно этому плану, сундр уснёт мёртвым сном, а драги, оставшись без командира, сами убегут с поля боя.
До начала последней битвы к Руку подходит его дочь Алетта и просит доверить стрелу ей, аргументируя свою просьбу более лучшим навыком стрельбы. От решения игрока в этом диалоге зависит финальная концовка игры: если игрок откажет Алетте, то со стрелой в бой пойдет Рук, и наоборот.
Защитники Берсгарда идут на вылазку. Магия Юноны скрывает небольшую ударную группу от большинства драгов, позволяя ей добраться до Громобоя и его охраны. В какой-то момент Руку/Алетте удаётся ослабить его броню и запустить стрелу, но Громобой хватает Рука/Алетту и убивает. Варлы и люди атакуют сундра, тот истекает кровью и, под давлением Юноны, думает, что умирает и засыпает. Армия драгов отступает.
Вороны заканчивают постройку кораблей и объединившиеся караваны (и Больверк со своими наёмниками) решают идти в столицу людей — Арберранг. Повествование заканчивается похоронами Рука/Алетты.

## Разработка
Разработчики игры (Алекс Томас, Эрни Йоргенсен и Джон Уотсон) покинули студию BioWare после окончания работ над Star Wars: The Old Republic, решив создать что-нибудь для собственного удовольствия.
Средства на разработку были собраны на краудфандинговой платформе Kickstarter. Решение собирать деньги именно таким образом и именно на этой платформе было принято ещё в январе 2012 года по примеру дружественной студии White Whale Games, которая успешно получила таким образом финансирование для своего проекта God of Blades — в это время Kickstarter ещё не был популярной платформой, и сборы на уровне 30 тысяч долларов считались «везением». Однако в феврале того же года Double Fine Productions провела на Kickstarter собственную сверхуспешную кампанию по сбору средств на игру Broken Age (первоначально Double Fine Adventure), собрав за месяц больше трех миллионов долларов, и этот пример заставил и Stoic задуматься над собственной предстоящей кампанией. По воспоминаниям креативного директора студии Алекса Томаса, они потратили три дня на съёмку и монтаж собственной видеопрезентации, которая должна была привлечь пользователей к проекту, но сознавали, что результат сильно уступает «самой клёвой на свете» презентации Double Fine. Арни Йоргенсон, один из основателей Stoic, даже предлагал вообще отказаться от идеи краудфандинга — он мог просто занять денег у своей семьи и оплатить из этих средств всю разработку. Вместо этого сотрудники студии записали новое видео — в нём они не пытались «умничать», а честно и искренне рассказывали о том, какую игру хотят сделать.
Кампания по сбору средств на Kickstarter была запущена 19 марта 2012 года; разработчики указали минимальную цель в 100 000 долларов США. Презентация кампании обещала «глубокую стратегическую тактическую игру» в художественном стиле, подобном стилю мультфильма «Спящая красавица». Уже к концу первого дня проект собрал 20 тысяч долларов. В конечном итоге проект собрал 729 886 долларов от 20 042 участников кампании, то есть в семь с лишним раз больше, чем просили разработчики.
Характерный стиль «Спящей красавицы» — и в большей степени работавшего над этим мультфильмом художника Эйвинда Эрла — был выбран не сразу: разработчики перебрали несколько других художественных стилей и лишь в итоге по предложению Арни Йоргенсона остановились на «Спящей красавице». По словам Томаса, Stoic повезло иметь в своих рядах талантливых художников, способных работать в стиле Эрла — его не так-то легко воспроизвести.
14 января 2014 издатель Versus Evil предложил группе разработчиков свою помощь в распространении игры через Steam. Изначально был запланирован выпуск игры для платформ Windows и Mac OS, однако игра была дополнительно портирована для планшетов iPad и для платформы Android.
По словам разработчиков, их целью было создание игры, близкой по духу к телесериалу «Игра престолов» и к роману «Чёрный отряд». По замыслу, игрок, выбирая сложные и морально неоднозначные варианты действий, должен начать сопереживать персонажам, которыми управляет.

## Отзывы и продажи
| Сводный рейтинг       | Сводный рейтинг                        |
| Агрегатор             | Оценка                                 |
| --------------------- | -------------------------------------- |
| GameRankings          | PC: 80,57 % PS4: 80,00 % XONE: 75,10 % |
| Metacritic            | 80/100                                 |
| Иноязычные издания    |                                        |
| Издание               | Оценка                                 |
| IGN                   | 8,6                                    |
| Русскоязычные издания |                                        |
| Издание               | Оценка                                 |
| Riot Pixels           | 90 %                                   |
| StopGame.ru           | изумительно                            |
| «Игромания»           | 9,5/10                                 |

Игра получила всеобщее признание на платформе iOS согласно средней оценке 92 из 100 на основе 9 обзоров на сайте-агрегаторе Metacritic. Игра получила преимущественно положительные отзывы на платформах PC, PS4, Xbox One, Nintendo Switch.
Летом 2018 года, благодаря уязвимости в защите Steam Web API, стало известно, что точное количество пользователей сервиса Steam, которые играли в игру хотя бы один раз, составляет 747 734 человек, а в The Banner Saga: Factions — 346 032 человека.

## Продолжение
В декабре 2014 было анонсировано продолжение игры. 19 апреля 2016 вышло продолжение саги.
Вторая часть игры является прямым продолжением и начинается сразу же после событий первой части. Несмотря на обязательную смерть Рука или Алетты в конце первой части, ни одна из этих концовок не является каноничной и игроку будет предложен выбор кто же остался жив.
24 января 2017 студия-разработчик запустила kickstarter-проект для The Banner Saga 3.